# Ушевце
Ушевце је насеље у Пољаници, град Врање у Пчињском округу. Налази се на око 2 км од Власа, где је Месна заједница, и око 22 км од Врања. Према попису из 2022. било је 79 становника (према попису из 1991. било је 229 становника).

## Опис и историја
Ушевце је на ушћу Смиљевачке или Ушевачке реке у Ветерницу, са обе стране ових река. Куће су поред река и делимично по околним бреговима. Подељено је на три махале, Доњу или Долина, са обе стране Ветернице, Горњу, са обе стране Смиљевачке реке и Рид, на коси између две поменуте реке. У делу села код ушћа Смиљевачке реке, оно има особине збијеног типа и ту је, по предању, била господарева кула у Турско време.
Остаци најстаријег насеља на овом месту налажени су у близини садашњег гробља. Са десне стране Смиљевачке реке, на местима Ђоргово трлиште и Вучкова ограђа, налажени су остаци бакарних посуда и других металних предмета.
Данашње село Ушевце у почетку је било на месту Бресје, заједно са Смиљевићем, па се Смиљевић одвојио. Затим се и Ушевце селило, најпре на место Голубињак, а касније на Ботуњу одакле је насељено садашње село. Као најстарија породица у селу спомињу се Таратањци, који су се касније иселили у Големо Село. Остале познате породице: Јанковићи, Цветановићи, Седларци, Илијинци, Крештинци, Дамњановићи, Нешинци, Дошљаци, Пурленци (Кованџици), досељене су из околних села Пољанице и Иногошта. Познати извори воде су Дугања, Маленово трње, Зајчи камен, Крагујевац, и Ђоргово трлиште. Била су позната два слана извора, Слани камен и Голубињак, о којима се сада мало зна.
Сеоска слава, крсте или литије је први четвртак после Спасовдана, назван Мали Спасовдан.

## Демографија
У насељу Ушевце живи 159 пунолетних становника, а просечна старост становништва износи 48,8 година (46,6 код мушкараца и 51,0 код жена). У насељу има 62 домаћинства, а просечан број чланова по домаћинству је 2,97.
Ово насеље је у потпуности насељено Србима (према попису из 2002. године), а у последња три пописа, примећен је пад у броју становника.
|  |

| Демографија | Демографија | Демографија |
| Година      | Становника  | Становника  |
| ----------- | ----------- | ----------- |
| 1948.       | 426         |             |
| 1953.       | 453         |             |
| 1961.       | 423         |             |
| 1971.       | 363         |             |
| 1981.       | 292         |             |
| 1991.       | 229         | 229         |
| 2002.       | 184         | 185         |
| 2011.       | 118         |             |

| Етнички састав према попису из 2002.‍ | Етнички састав према попису из 2002.‍ | Етнички састав према попису из 2002.‍ | Етнички састав према попису из 2002.‍ | Етнички састав према попису из 2002.‍ |
| ------------------------------------ | ------------------------------------ | ------------------------------------ | ------------------------------------ | ------------------------------------ |
|                                      |                                      |                                      |                                      |                                      |
| Срби                                 | Срби                                 |                                      | 184                                  | 100,0%                               |
| непознато                            | непознато                            |                                      | 0                                    | 0,0%                                 |

| \| \| м \| \| \| ж \| \| ? \| 0 \| \| \| 0 \| \| 80+ \| 2 \| \| \| 4 \| \| 75—79 \| 5 \| \| \| 7 \| \| 70—74 \| 12 \| \| \| 13 \| \| 65—69 \| 9 \| \| \| 13 \| \| 60—64 \| 5 \| \| \| 5 \| \| 55—59 \| 1 \| \| \| 5 \| \| 50—54 \| 4 \| \| \| 4 \| \| 45—49 \| 8 \| \| \| 8 \| \| 40—44 \| 13 \| \| \| 6 \| \| 35—39 \| 8 \| \| \| 2 \| \| 30—34 \| 3 \| \| \| 3 \| \| 25—29 \| 5 \| \| \| 2 \| \| 20—24 \| 8 \| \| \| 2 \| \| 15—19 \| 6 \| \| \| 4 \| \| 10—14 \| 1 \| \| \| 6 \| \| 5—9 \| 1 \| \| \| 2 \| \| 0—4 \| 3 \| \| \| 4 \| \| Просек : \| 46,6 \| \| \| 51,0 \| |      |  |  |      |
| |      |  |  |      |
| | м    |  |  | ж    |
| ? | 0    |  |  | 0    |
| 80+ | 2    |  |  | 4    |
| 75—79 | 5    |  |  | 7    |
| 70—74 | 12   |  |  | 13   |
| 65—69 | 9    |  |  | 13   |
| 60—64 | 5    |  |  | 5    |
| 55—59 | 1    |  |  | 5    |
| 50—54 | 4    |  |  | 4    |
| 45—49 | 8    |  |  | 8    |
| 40—44 | 13   |  |  | 6    |
| 35—39 | 8    |  |  | 2    |
| 30—34 | 3    |  |  | 3    |
| 25—29 | 5    |  |  | 2    |
| 20—24 | 8    |  |  | 2    |
| 15—19 | 6    |  |  | 4    |
| 10—14 | 1    |  |  | 6    |
| 5—9 | 1    |  |  | 2    |
| 0—4 | 3    |  |  | 4    |
| Просек : | 46,6 |  |  | 51,0 |

| Година пописа     | 1948. | 1953. | 1961. | 1971. | 1981. | 1991. | 2002. |
| ----------------- | ----- | ----- | ----- | ----- | ----- | ----- | ----- |
| Број домаћинстава | 70    | 74    | 79    | 88    | 76    | 69    | 62    |

| Број чланова      | 1  | 2  | 3 | 4 | 5 | 6 | 7 | 8 | 9 | 10 и више | Просек |
| ----------------- | -- | -- | - | - | - | - | - | - | - | --------- | ------ |
| Број домаћинстава | 11 | 24 | 8 | 3 | 8 | 7 | 1 | 0 | 0 | 0         | 2,97   |

| Пол    | Укупно | Неожењен/Неудата | Ожењен/Удата | Удовац/Удовица | Разведен/Разведена | Непознато |
| ------ | ------ | ---------------- | ------------ | -------------- | ------------------ | --------- |
| Мушки  | 89     | 30               | 53           | 5              | 1                  | 0         |
| Женски | 78     | 8                | 55           | 15             | 0                  | 0         |
| УКУПНО | 167    | 38               | 108          | 20             | 1                  | 0         |

| Пол    | Укупно                    | Пољопривреда, лов и шумарство | Рибарство                            | Вађење руде и камена | Прерађивачка индустрија       |
| ------ | ------------------------- | ----------------------------- | ------------------------------------ | -------------------- | ----------------------------- |
| Мушки  | 43                        | 14                            | 0                                    | 0                    | 17                            |
| Женски | 29                        | 12                            | 0                                    | 0                    | 15                            |
| Укупно | 72                        | 26                            | 0                                    | 0                    | 32                            |
|        |                           |                               |                                      |                      |                               |
| Пол    | Производња и снабдевање   | Грађевинарство                | Трговина                             | Хотели и ресторани   | Саобраћај, складиштење и везе |
| Мушки  | 0                         | 6                             | 3                                    | 0                    | 2                             |
| Женски | 0                         | 0                             | 1                                    | 0                    | 0                             |
| Укупно | 0                         | 6                             | 4                                    | 0                    | 2                             |
|        |                           |                               |                                      |                      |                               |
| Пол    | Финансијско посредовање   | Некретнине                    | Државна управа и одбрана             | Образовање           | Здравствени и социјални рад   |
| Мушки  | 0                         | 0                             | 0                                    | 0                    | 1                             |
| Женски | 0                         | 0                             | 0                                    | 1                    | 0                             |
| Укупно | 0                         | 0                             | 0                                    | 1                    | 1                             |
|        |                           |                               |                                      |                      |                               |
| Пол    | Остале услужне активности | Приватна домаћинства          | Екстериторијалне организације и тела | Непознато            | Непознато                     |
| Мушки  | 0                         | 0                             | 0                                    | 0                    | 0                             |
| Женски | 0                         | 0                             | 0                                    | 0                    | 0                             |
| Укупно | 0                         | 0                             | 0                                    | 0                    | 0                             |

## Галерија слика
- Прилаз из правца Врања
- Основна школа
- Сећање на недужне жртве бугарског окупатора у 1. светском рату
- Брвно преко Ветернице и ћумурана